# Pocsaj

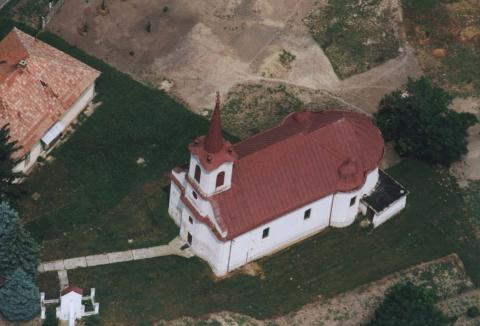
Luftaufnahme: Pocsaj - Kirche

Pocsaj [ˈpotʃɒj] ist eine ostungarische Großgemeinde im Kreis Derecske am Rand der Großen Ungarischen Tiefebene (Alföld) im Komitat Hajdú-Bihar. Sie hat eine Fläche von 49,55 km² und 2.579 Einwohner (Stand 2011).

## Geografie
Der Ort befindet sich an der Mündung des Ér in den Berettyó am Fuß des Bihar-Gebirges in Siebenbürgen, direkt an der rumänischen Grenze, ca. 40 Kilometer von Debrecen und 240 Kilometer von der ungarischen Hauptstadt Budapest entfernt. Pocsaj grenzt an den rumänischen Kreis Bihor und an folgende Gemeinden:
| Hosszúpályi | Monostorpályi                               | Létavértes                      |
| Esztár      | Kompassrose, die auf Nachbargemeinden zeigt | Diosig (RO-BH)                  |
|             | Kismarja                                    | Tămășeu (RO-BH) Roșiori (RO-BH) |

## Geschichte
Schriftlich wurde der Ort erstmals im Jahr 1291 erwähnt.

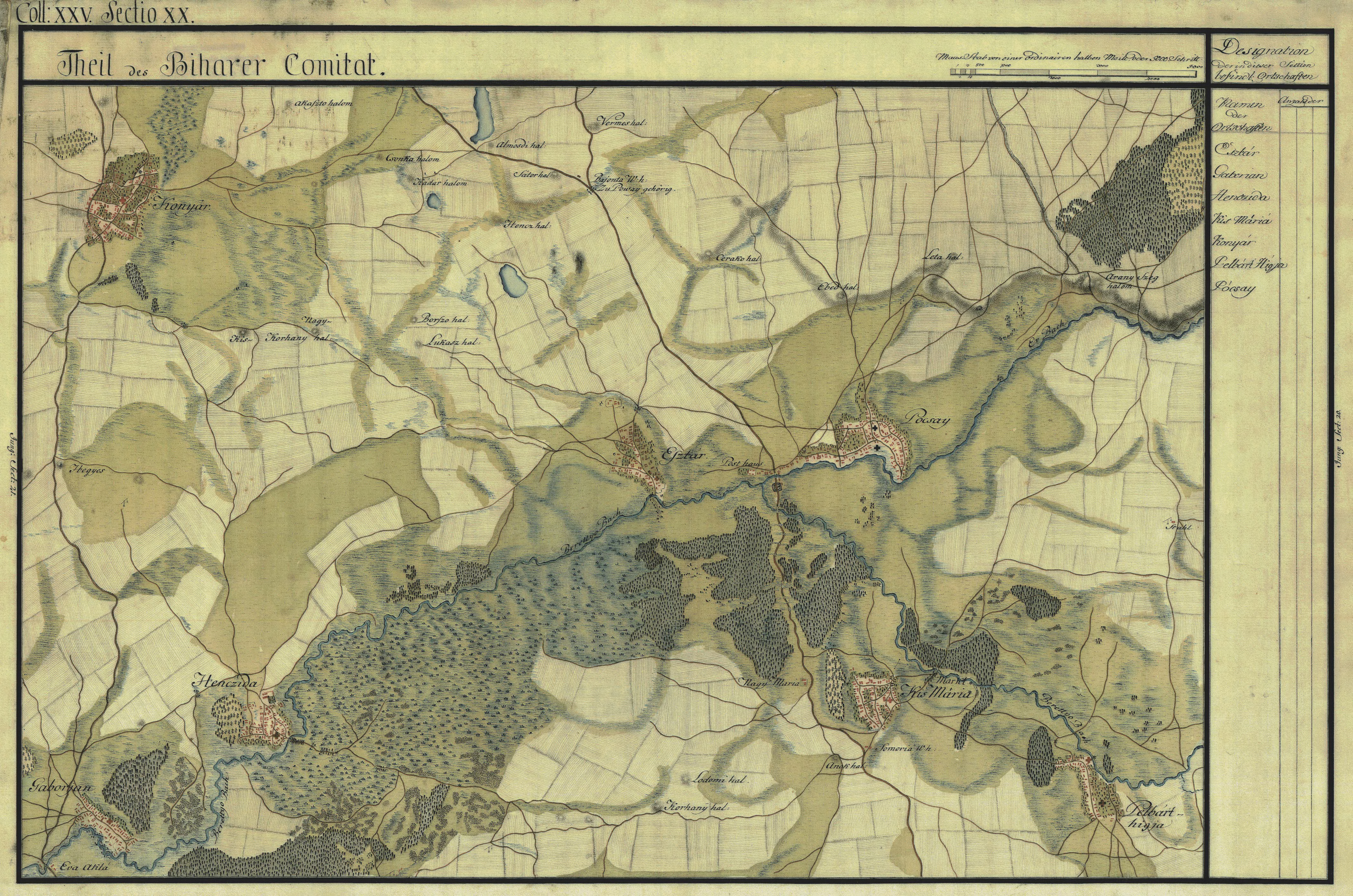
Pocsaj (Mitte) um 1782 (Aufnahmeblatt der Josephinischen Landesaufnahme)
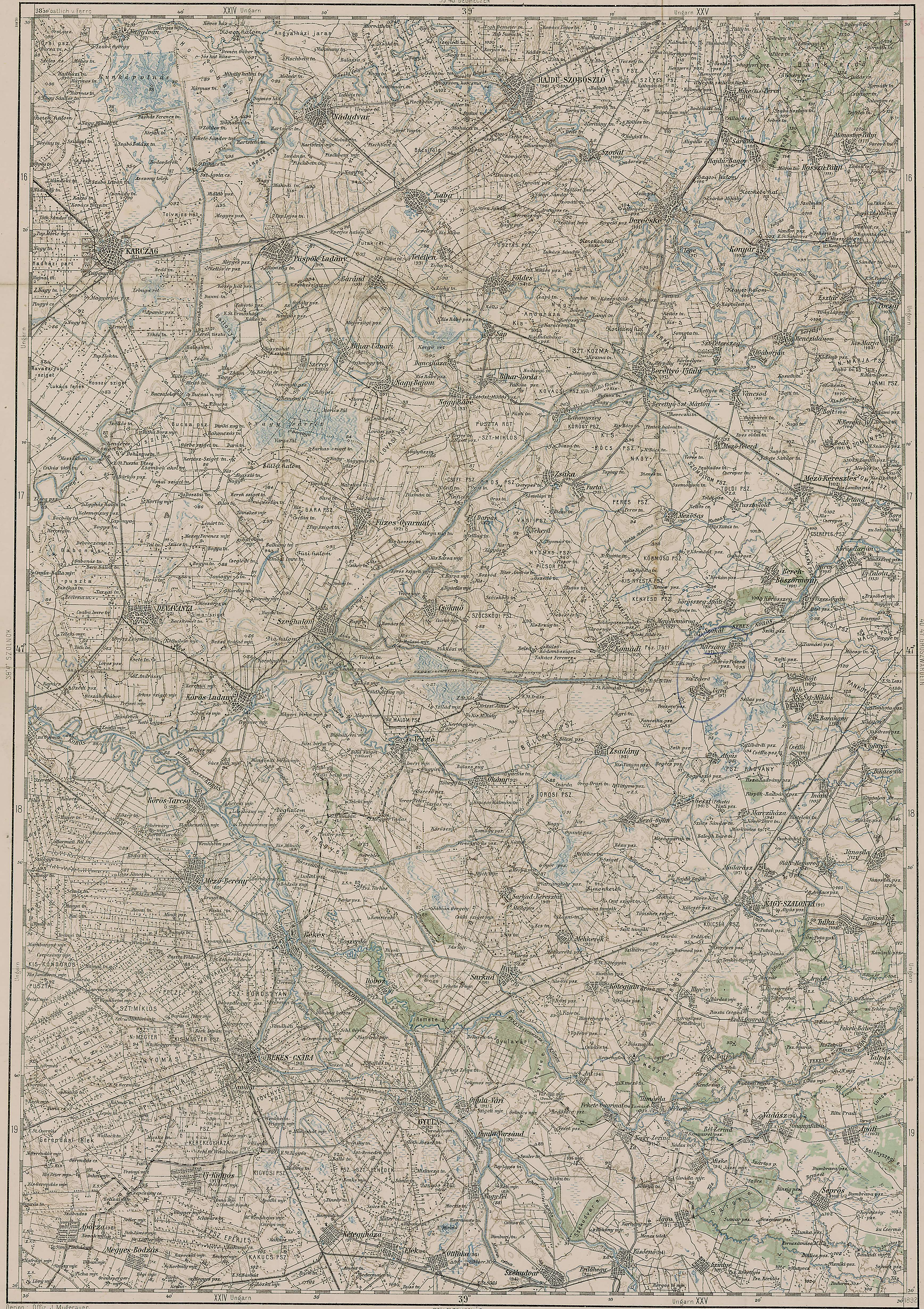
Pocsaj (N 47° 17'; O 39° 29') um 1892 (Aufnahmeblatt der Franzisco-Josephinischen Landesaufnahme)

## Sehenswürdigkeiten
- Griechisch-katholische Kirche Szent Mihály és Gábor főangyalok, erbaut um 1700
- Reformierte Kirche, erbaut 1801–1809 (Spätbarock)

## Wirtschaft und Verkehr
In Pocsaj treffen die Landstraßen Nr. 4807 und Nr. 4809 aufeinander. Der Ort ist an die Bahnstrecke Debrecen–Nagykereki angeschlossen (Bahnhof Pocsaj-Esztár).

## Söhne und Töchter der Großgemeinde
- János B. Nagy (1940–2007), Opernsänger